# Hummer H1
Hummer H1 – samochód terenowy klasy wyższej produkowany pod amerykańską marką Hummer w latach 1992 – 2006 oraz ponownie przez amerykańską firmę VLF jako HUMVEE C-Series w latach 2017–2020.

## Historia i opis modelu

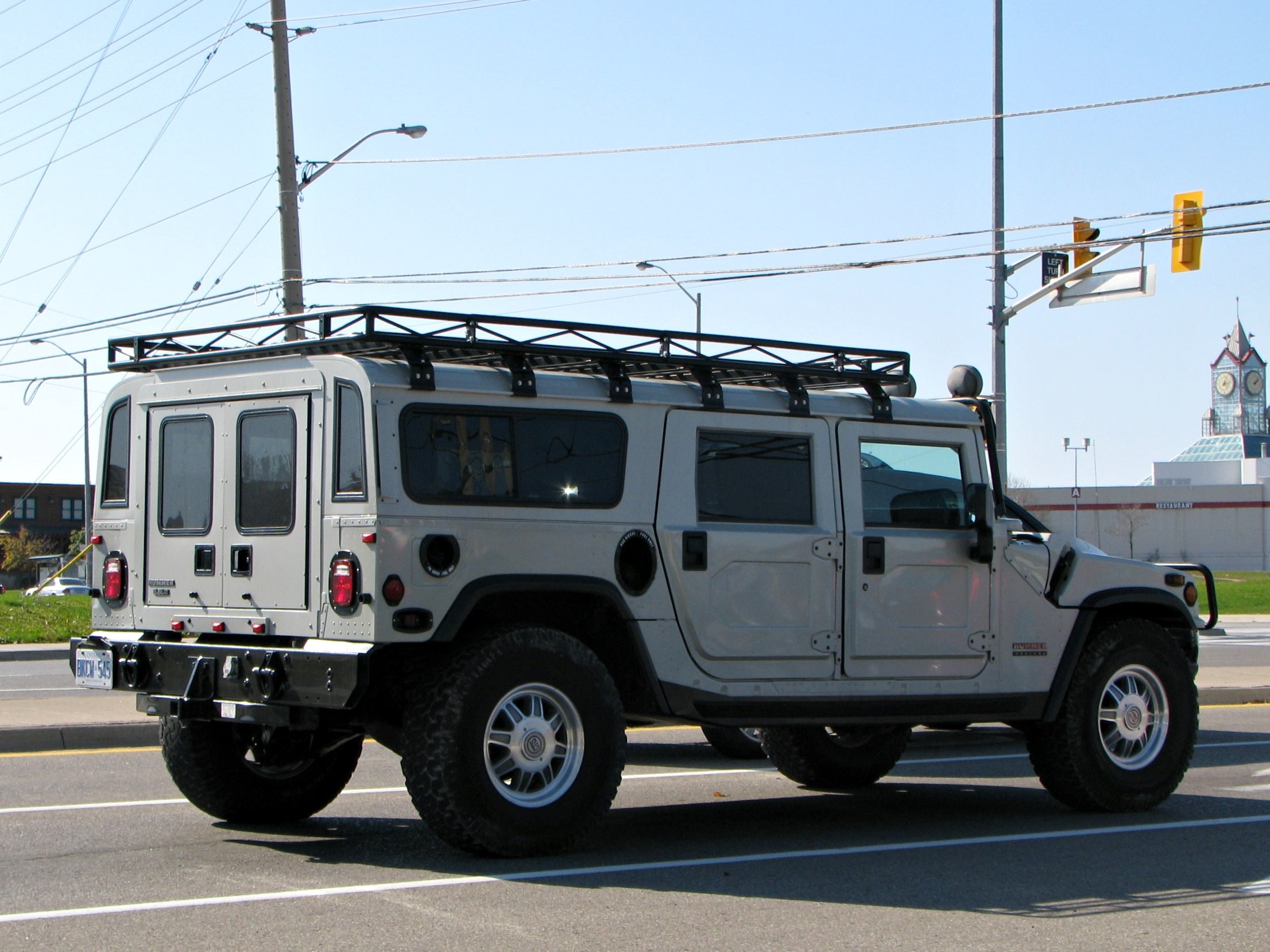
Hummer H1 - tył

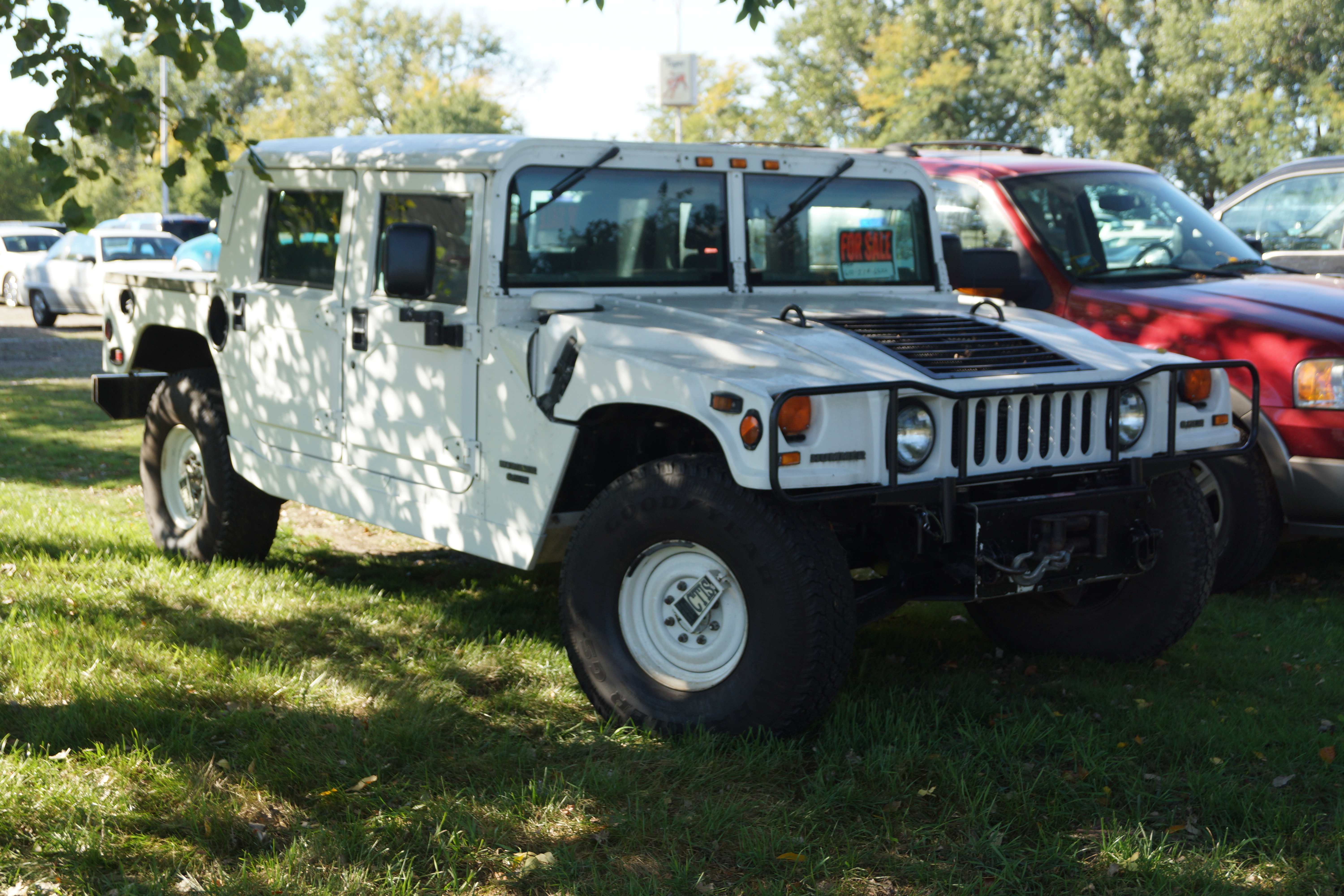
Hummer H1 SUT

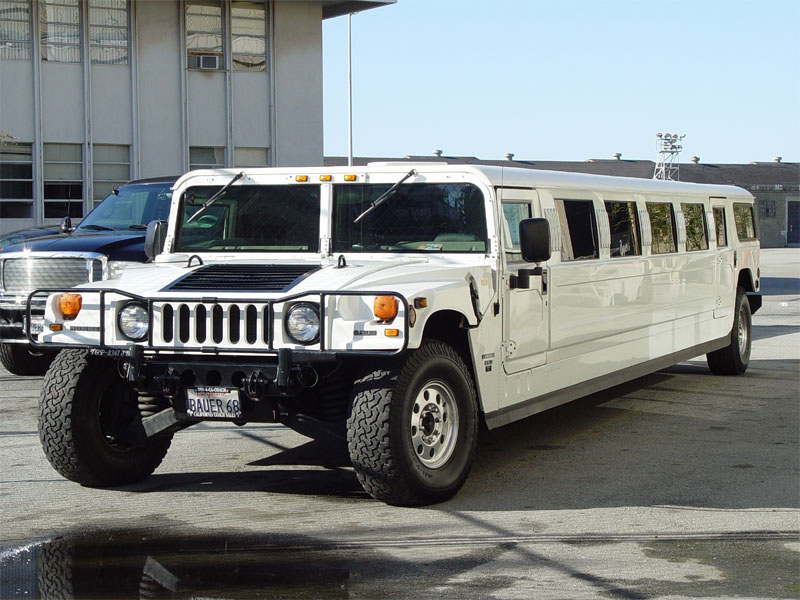
Limuzyna na bazie H1

HMMWV zwany też Humvee, czyli High Mobility Multi-Purpose Wheeled Vehicle opracowano dla armii Stanów Zjednoczonych w 1979 roku. Seryjna produkcja rozpoczęła się w 1985 roku. Dla potrzeb marketingowych producent auta, firma AM General Corporation stworzyła markę Hummer. Prawa do sprzedaży samochodów tej marki ma koncern General Motors.
Sprzedaż luksusowych cywilnych wersji Humvee, znanych już jako Hummer, rozpoczęła się w 1992 roku. Pierwszy pojazd cywilny wykonano dla Arnolda Schwarzeneggera na jego szczególną prośbę. Wersja cywilna, oferowana w trzech wersjach nadwozia: Wagon, Hard Top i Soft Top, różni się od wersji wojskowej, przede wszystkim wnętrzem, które jest dostosowane do codziennej eksploatacji. Dodano pasy bezpieczeństwa, zagłówki, oświetlenie z halogenowymi żarówkami. Istnieje możliwość dokupienia wyposażenia dodatkowego takiego jak klimatyzacja, skórzane siedzenia, radio satelitarne, podłokietniki, przegrodę części bagażowej, czy chromowane detale nadwozia. Od strony technicznej inna jest instalacja elektryczna, gdyż wersja wojskowa ma 24, a cywilna 12 woltów. Całkowita masa pojazdu przekracza 3,5 tony, więc w Europie jest to samochód ciężarowy.

### Dalsza produkcja jako Humvee
Od 2014 roku dostępny jest Humvee C Series - zestaw do samodzielnego montażu pojazdu, w jego skład wchodzi podwozie, aluminiowe nadwozie, wnętrze pojazdu, nabywca musi doposażyć pojazd w silnik, skrzynię biegów, wały napędowe oraz dyferencjały.

### Hummer H1 Alpha
Zastosowanie w 2005 roku nowego silnika V8 Duramax 6.6 o mocy 305 KM, połączonego z pięciobiegową automatyczną skrzynią biegów Allison 1000, jak i zastosowanie szeregu innych drobnych modyfikacji spowodowało, że zmieniono nazwę na Hummer H1 Alpha. Model ten przygotowano na rok modelowy 2006.

### HUMVEE C-Series
W 2017 roku amerykańskie przedsiębiorstwo VLF prowadzone m.in. przez byłego wiceszefa General Motors Boba Lutza  wznowiło produkcję Hummera H1 pod nazwą HUMVEE C-Series z myślą głównie o eksporcie do Chin.

### Dane techniczne
Auto charakteryzuje się stałym napędem na 4 koła, oparciem konstrukcji na stalowej ramie, niezależnym zawieszeniem wszystkich kół, dużą zdolnością do pokonywania przeszkód terenowych. Opcjonalnie montowany jest system elektronicznej regulacji ciśnienia w oponach.
- Kąt wejścia (natarcia)/zejścia: 72°/37,5°[1]
- Przechył boczny: 22°[1]
- Głębokość brodzenia:76,2 cm[1]

Hummer H1 wyróżnia się możliwościami w terenie, np. pokonuje progi o wysokości 50 cm i zaspy wysokości 90 cm. Hummer wyposażony jest w specyficzny system rozdziału siły napędowej. Gdy jedno, lub więcej kół traci przyczepność, należy lewą nogą nacisnąć na pedał hamulca (nie zdejmując prawej nogi z pedału gazu). System przyhamowuje koła, które tracą przyczepność. Za pomocą przycisku można dokonać stałej blokady mechanizmów różnicowych.

### Silniki
| Pojemność skokowa (l) | Rodzaj silnika           | Moc w KM | Rodzaj skrz. biegów | Liczba biegów |
| --------------------- | ------------------------ | -------- | ------------------- | ------------- |
| 6,2                   | Diesel                   | 150      | GM TH400 3L80       | 3             |
| 6,5                   | Diesel                   | 170      | GM 4L80E            | 4             |
| 5,7                   | Vortec 5700 V8 TBI       | 190      | GM 4L80E            | 4             |
| 6,5                   | Turbo Diesel             | 195      | GM 4L80E            | 4             |
| 6,6                   | Duramax LLY Turbo Diesel | 305      | Allison 1000 M74    | 5             |